# Phyllidiella zeylanica
Espèce
Phyllidiella zeylanica est une espèce de mollusques nudibranches de la famille des Phyllidiidae.

## Répartition et habitat
Cette espèce se rencontre dans la zone tropicale de l'océan Indien, des côtes orientales de l'Afrique jusqu'à l'île de Java.
Son habitat correspond à la zone récifale externes ainsi que sur les platiers jusqu'à 30 m de profondeur.

## Description
Cette espèce, au corps allongé et limaciforme, peut mesurer jusqu'à 6 cm. Son manteau a une teinte de fond noire et une surface garnie de petits tubercules roses à mauves de taille variée qui forment des crêtes longitudinales irrégulières et non obligatoirement continues, contrairement à Phylidellia rosans.
La bordure périphérique du manteau à la base du pied est marquée d'un trait noir qui peut être continu.
Les rhinophores sont lamellés,rétractiles et de teinte noire.
Le dessous du pied est blanc.

## Éthologie
Cette Phyllidie est benthique et diurne.

## Alimentation
Phyllidiella zeylanica se nourrit exclusivement d'éponges.

## Classification
Le nom valide complet (avec auteur) de ce taxon est Phyllidiella zeylanica (Kelaart, 1858).
L'espèce a été initialement classée dans le genre Phyllidia sous le protonyme Phyllidia zeylanicus Kelaart, 1858,.
Phyllidiella zeylanica a pour synonymes :
- Phyllidia catena Pruvot-Fol, 1956
- Phyllidia seriata Pruvot-Fol, 1957
- Phyllidia zeylanica Kelaart, 1858
- Phyllidia zeylanicus Kelaart, 1858

## Publication originale
- (en) E. F. Kelaart, « Description of New and Little known Species of Ceylon Nudibranchiate Molluscs, and Zoophytes », Journal of the Ceylon Branch of the Royal Asiatic Society, vol. 3, no 9,‎ mai 1858, p. 84-139 (OCLC 1695542, lire en ligne).